# Coda
Coda是Constant Data Availability的縮寫，是一套由卡內基美隆大學於1987年開始發展，由Mahadev Satyanarayanan主導研究的分散式檔案系統。本系統的前身由安德魯檔案系統（AFS-2）的舊版本分支出來，兩者提供很多相似的特性。InterMezzo檔案系統亦受到Coda的影響。本系統目前仍持續發展中，但從其官方網站的問題紀錄顯示，自2011年2月已再沒有開發紀錄。雖然有說系統現時已轉往商業應用，但根據Linux內核的開發紀錄來看，相關的開發紀錄其實並不多。

## 特性
Coda具有以下的特性：
1. 可在離線模式工作
2. 免費，可自由取得
3. 利用Client端的快取，達到高效能
4. 複製伺服器端資料
5. 安全的授權方式與加密過的傳輸協定
6. 伺服器斷線時，仍能維持大部分的操作
7. 依照網路頻寬自動調整操作方式
8. 擴展性高
9. 即使在部份網路失效時，仍能維持良好的分享機制。

Coda和傳統的NFS不同之處，在於Coda將檔案分散在很多伺服器上，並維持適當的冗餘備份。也因為如此，可以動態的增加容量。和Coda相近的是叢集檔案系統。

## 系統平台
Coda過去一直都在Linux系統上開發，目前Coda已經被列入Linux 2.6的核心中。亦有一把Coda移植到FreeBSD平台。一直以來都有嘗試把Coda移植到Microsoft Windows的平台上，從過往的Windows 95/98世代、NT到後來的XP都有，主要都是透過DJGCC DOS C Compiler及Cygwin等開源計劃來構建。